# 張戴佑
張戴佑（英語：Darryl Norman Johnson，1938年—2018年6月24日），前美國外交官，歷任美國駐泰國大使、美國在台協會處長、美國國務院東亞暨太平洋事務局中台港蒙副助理國務卿等職，也是美國第一任駐立陶宛共和國大使。

## 職業生涯
張戴佑於1938年出生在美國芝加哥，後入讀西雅圖的華盛頓大學，也曾就讀普傑桑大學、明尼蘇達大學和普林斯頓大學。
張戴佑加入外交界服務後，最早獲派的海外崗位在印度的美國駐孟買總領事館，其後又調赴美國駐香港總領事館（1969年－1973年）、美國駐俄羅斯大使館（1974年－1977年）、美國駐華大使館（1984年－1987年）和美國駐波蘭大使館（1988年－1991年）。
1991年至1994年間，張氏出任第一代美國駐立陶宛共和國特命全權大使，其後又於1996年－1999年間至台灣擔任美國在台協會台北辦事處長。2000年起回鍋國務院，接替謝淑麗擔任亞太局中國、香港、台灣、蒙古事務副助卿。2001年12月7日至2004年12月28日間，他則擔任美國駐泰王國大使。

## 個人生活
張戴佑的妻子為張世藍（Kathleen Desa Forance），兩人共有一位女兒及兩位兒子。